# Берлин, Диана Иосифовна
Диа́на Ио́сифовна Бе́рлин (род. 24 октября 1945, Москва, СССР) — советская и российская радиожурналистка, лауреат премии имени Попова («Лучший главный редактор», 1999 г.). Заслуженный журналист Российской Федерации (2018), заслуженный деятель искусств Российской Федерации (1999), заслуженный работник культуры Российской Федерации (1995).

## Биография

### Ранние годы
Диана Берлин родилась в Москве 24 октября 1945 года. Жила впятером в однокомнатной квартире. Папа не решился оставить дочери четырнадцатиметровую комнату в коммуналке, несмотря на то что был одним из тех, кто распределял жильё в Москве.
Диана Берлин с детства представляла себя произносящей у микрофона слова «Здравствуйте, уважаемые радиослушатели».
Образование — Московский полиграфический институт, отделение журналистики, 1970 г.

### Карьера
С 1969 года — в Гостелерадио СССР.
Радиостанция «Маяк», редактор (1970—1978).
Главная редакция музыкального вещания, комментатор, музыкальный редактор. Одна из соавторов сценария фестиваля Песня-78 (1978).
Главный редактор «Авторадио» (1993—1996 — с момента основания), главный редактор «Радио-1» (1995—2000 — последний главный редактор и генеральный директор в 1998—2000).
В начале 90-х сделала программу о поэте Роберте Рождественском.
В настоящее время — директор, учредитель «Продюсерского центра „Профи“».
2004—2008 годы — зам. председателя РГРК «Голос России», главный редактор Главной редакции программ.
Ведёт передачи на Русской Службе, радио «Орфей», «Радио Культура».
В 2019 году попробовала себя и в документальном кино: на Общественном телевидении России выходит цикл «Россия, далее везде» — цикл фильмов о людях и событиях, прославивших Россию.
Выпустила книгу «Неформат, или Дни радио».
Диана Берлин признана «Радиолегендой» на общероссийской премии «Радиомания-2011».

## Семья
- Дочь — Лилия Игоревна Виноградова (род. 1968), советская и российская поэтесса, поэт-песенник. Замужем (муж Даниэль), дочь Николь (род. 1998). Живёт в Италии на озере Комо.

## Признание и награды
- Медаль ордена «За заслуги перед Отечеством» II степени (30 октября 2009 года) — за большой вклад в развитие отечественного радиовещания и многолетнюю плодотворную работу[1]
- Заслуженный деятель искусств Российской Федерации (3 декабря 1999 года) — за заслуги в области культуры и в связи с 75-летием радиовещания в России[2]
- Заслуженный журналист Российской Федерации (27 декабря 2018 года) — за заслуги в развитии отечественной журналистики и многолетнюю плодотворную работу[3]
- Заслуженный работник культуры Российской Федерации (4 августа 1995 года) — за заслуги в области культуры и многолетнюю плодотворную работу[4]
- Член Союза журналистов России
- Лауреат национальной премии Попова в номинации «Лучший главный редактор» («Радио-1»), 1999
- Лауреат премии Союза журналистов Москвы